# 黄 (山西省)
黄（こう）は、先秦時代の諸侯国。
黄の始祖の臺駘は金天氏の末裔の水官の昧の息子。臺駘は汾河・洮河の浚渫に成功し、大沢を塞ぎ、地元の人々が広い地の高平に住むように導いた。顓頊は報奨として、汾川に封じられ、末裔は黄・姒・蓐・沈の四国に分割した。代代、臺駘を祭祀し、臺駘を汾水の神として尊じた。晋が春秋時代に汾水流域統一中に黄・姒・蓐・沈の四国は滅んだ。

## 参考資料
- 楊伯峻《白話左伝》